# Martin Škrtel
Martin Škrtel (wym. [ˈmartin ˈʃkr̩cɛl]; ur. 15 grudnia 1984 w Handlovej) – słowacki piłkarz który występował na pozycji obrońcy. W latach 2004–2019 reprezentant Słowacji.

## Kariera klubowa
Karierę rozpoczął w zespole FC Prievidza. Następnie grał w klubie Ozeta Dukla Trenczyn (później przemianowanym na Laugaricio) i z młodzieżową drużyną wywalczył w 2001 roku mistrzostwo Słowacji. W Corgoň Lidze zadebiutował w wieku 19 lat w barwach tego klubu w sezonie 2002/2003 zaliczając w nim jeden symboliczny występ. W sezonie 2003/2004 był już jednak podstawowym zawodnikiem swojego zespołu i w sezonie rozegrał 34 mecze będąc pewnym punktem Laugaricio w obronie. Z klubem z Trenczyna zajął 5. pozycję w lidze.

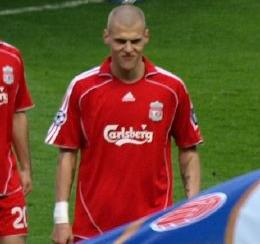
Škrtel w barwach Liverpoolu w meczu Ligi Mistrzów (2008)

Latem 2004 Škrtel za darmo przeszedł do klubu z Rosyjskiej Premier Ligi Zenitu Petersburg. W barwach Zenitu Martin zadebiutował 31 lipca w wygranym 2:0 wyjazdowym meczu Pucharu Rosji z Irtyszem Omsk. Do końca roku zagrał w 7 ligowych meczach i z Zenitem zajął 4. miejsce w lidze. W 2005 roku grał więcej, ale nie zawsze był pewny miejsca w podstawowym składzie. Rozegrał 18 ligowych meczów i zdobył swoją pierwszą bramkę nie tylko w rosyjskiej lidze, ale w ogóle na pierwszoligowych boiskach. Fakt ten miał miejsce 21 sierpnia w zremisowanym wyjazdowym meczu z CSKA Moskwa. Ze swoim klubem zajął 6. pozycję w lidze. W roku 2006 był już podstawowym graczem swojej drużyny i przez cały sezon zaprezentował wysoką równą formę co znalazło odzwierciedlenie w plebiscycie na Najlepszego Piłkarza Słowacji, w którym zajął 2. miejsce. W lidze rosyjskiej zagrał w 26 meczach i strzelił 1 gola (w wygranym 2:1 wyjazdowym meczu z Szynnikiem). Z Zenitem zajął 4. miejsce w lidze. W 2007 roku osiągnął największy, jak do tej pory, sukces w karierze - zdobył z Zenitem mistrzostwo Rosji.
Na początku 2008 roku Škrtel przeszedł do Liverpool F.C. Kosztował 6,5 miliona funtów. W Premiership Słowak zadebiutował 5 marca 2008 w wygranym 4:0 domowym spotkaniu z West Ham United. Przez cały sezon był podstawowym zawodnikiem nowego klubu. Jego zespół zajął drugie miejsce w tabeli Premier League. 21 listopada 2009 roku w spotkaniu z Manchesterem City (2:2) Słowak zdobył swoją pierwszą bramkę w Premier League.
W sezonie 2011/2012 Škrtel zdobył z drużyną klubową Puchar Ligi Angielskiej, a Słowak strzelił w finale bramkę.
14 lipca 2016 roku podpisał kontrakt z tureckim klubem Fenerbahçe SK za 5 milionów funtów. W ciągu trzech lat występów w stołecznym klubie uzbierał 79 występów ligowych, zdobywając w nich 6 bramek. Po nieudanym sezonie 2018/2019 w którym Fenerbahçe nie zakwalifikowało się do europejskich pucharów opuścił drużynę z Turcji zostając piłkarzem Atalanta BC. Po zaledwie trzech tygodniach kontrakt z włoskim klubem został rozwiązany za porozumieniem stron. Škrtel przyznał, że nie był w stanie zaadaptować się w nowym środowisku, a dodatkowo niezbyt odpowiadał mu styl gry Atalanty.
2 września 2019 roku ogłoszono powrót Škrtela do Turcji, gdzie został piłkarzem İstanbul Başakşehir. W sezonie 2019/2020 został mistrzem Turcji z tym klubem. W sierpniu 2021 roku przeszedł do słowackiego klubu Spartak Trnawa. 18 maja 2022 roku ogłosił zakończenie piłkarskiej kariery z powodu problemów zdrowotnych.

## Statystyki
Aktualne na dzień 15 maja 2015 r.
Dane dotyczące gry w Ozecie Dukli/Laugaricio Trenčín są niepełne. Dane dotyczące pucharu Rosji, który rozgrywany jest (w przeciwieństwie do ligi) systemem jesień-wiosna, zostały umieszczone w rubryce pierwszego z lat (np. za edycję 2004/2005 w rubryce 2004).
| 2001/02            | Trenčín            | Superliga          |     |    |    |   | —  | — | —  | — | 45  | 0  |
| 2002/03            | Trenčín            | Superliga          |     |    |    |   | —  | — | —  | — | 45  | 0  |
| 2003/04            | Trenčín            | Superliga          | 34  | 0  |    |   | —  | — | —  | — | 45  | 0  |
| 2004               | Zenit Petersburg   | Priemjer-Liga      | 7   | 0  | 6  | 0 | —  | — | 5  | 0 | 18  | 0  |
| 2005               | Zenit Petersburg   | Priemjer-Liga      | 18  | 1  | 6  | 2 | —  | — | 9  | 0 | 33  | 3  |
| 2006               | Zenit Petersburg   | Priemjer-Liga      | 26  | 1  | 6  | 0 | —  | — | —  | — | 32  | 1  |
| 2007               | Zenit Petersburg   | Priemjer-Liga      | 23  | 1  | 2  | 0 | —  | — | 5  | 0 | 30  | 1  |
| 2007/08            | Liverpool          | Premier League     | 14  | 0  | 1  | 0 | 0  | 0 | 5  | 0 | 20  | 0  |
| 2008/09            | Liverpool          | Premier League     | 21  | 0  | 2  | 0 | 0  | 0 | 7  | 0 | 30  | 0  |
| 2009/10            | Liverpool          | Premier League     | 19  | 1  | 2  | 0 | 2  | 0 | 6  | 0 | 29  | 1  |
| 2010/11            | Liverpool          | Premier League     | 38  | 2  | 1  | 0 | 0  | 0 | 10 | 0 | 49  | 2  |
| 2011/12            | Liverpool          | Premier League     | 34  | 2  | 5  | 1 | 6  | 1 | —  | — | 45  | 4  |
| 2012/13            | Liverpool          | Premier League     | 25  | 2  | 1  | 0 | 0  | 0 | 7  | 0 | 33  | 2  |
| 2013/14            | Liverpool          | Premier League     | 36  | 7  | 2  | 0 | 1  | 0 | —  | — | 39  | 7  |
| 2014/15            | Liverpool          | Premier League     | 32  | 1  | 5  | 0 | 3  | 0 | 7  | 0 | 47  | 1  |
| 2015/16            | Liverpool          | Premier League     | 22  | 1  | 0  | 0 | 2  | 0 | 3  | 0 | 27  | 1  |
| 2016/17            | Fenerbahçe SK      | Süper Lig          | 0   | 0  | 0  | 0 | 0  | 0 | 0  | 0 | 0   | 0  |
| Łącznie w karierze | Łącznie w karierze | Łącznie w karierze | 352 | 19 | 39 | 3 | 14 | 1 | 64 | 0 | 477 | 23 |

## Kariera reprezentacyjna
W reprezentacji Słowacji Škrtel zadebiutował 9 lipca 2004 roku w przegranym 1:3 meczu z Japonią rozegranym w ramach Kirin Cup. Od tego czasu jest niemal pewniakiem na środku obrony swojej reprezentacji i najczęściej grywa na środku obrony z Martinem Petrášem lub Jozefem Valachovičem. 
7 lutego 2007 w towarzyskim meczu z Polską zdobył gola na 2:0 dla Słowacji, jednak mecz zakończył się ostatecznie remisem 2:2.
W 2010 roku znalazł się w kadrze na Mistrzostwa Świata. Na turnieju zagrał we wszystkich spotkaniach Słowaków, w tym sensacyjnej wygranej 3:2 nad Włochami broniącymi tytułu. Dzięki tej wygranej Słowacy awansowali do 1/8 finału, a Włosi pożegnali się z turniejem. W eliminacjach do Mistrzostw Europy 2016 był kapitanem drużyny, która pokonała między innymi obrońców tytułu Hiszpanów i zakwalifikowała się na turniej. Na turnieju finałowym Škrtel rozgrał wszystkie spotkania, a Słowacja odpadła z turnieju w 1/8 finału. 
13 października 2018 roku w meczu Ligi Narodów przeciwko Czechom wystąpił po raz 100. w meczu reprezentacji. 22 lutego 2019 roku wraz z kolegami z drużyny Tomášem Hubočanem i Adamem Nemecem ogłosili zakończenie występów w reprezentacji. 13 października 2019 roku w towarzyskim meczu przeciwko Paragwajowi rozpoczął mecz w wyjściowym składzie i w 30. minucie został zmieniony przez Denisa Vavro w ramach pożegnania z kadrą.

## Osiągnięcia
Indywidualne:
- Najlepszy piłkarz Słowacji: 2007, 2008, 2011, 2012

Liverpool F.C.:
- Puchar Ligi Angielskiej: 2012

Zenit St Petersburg:
- Mistrzostwo Rosji: 2007

## Życie prywatne
Škrtel urodził się w roku 1984 jako trzecie dziecko Jany w małej miejscowości Handlová leżącej niedaleko Prievidzy. Ma brata Dušana oraz siostrę Marcelę. Wychowywał się w Ráztočno. W piłkę nożną zaczął grać w wieku sześciu lat. Jako dziecko grał również w hokeja na lodzie. Porzucił jednak ten sport w wieku 10 lat i skoncentrował się na piłce.